# Tarzan
Tarzan képzeletbeli személy neve, melyet Edgar Rice Burroughs amerikai író talált ki 1912-ben, majd szerepeltette regényeiben. A figura később függetlenedett az író műveitől, számos más szerzőt is megihletett, filmek, rajzfilmek, képregények és egyéb feldolgozások főszereplőjévé vált.
Tarzan egy angol főnemes, Lord Greystoke fia, akit – szülei halála után – az afrikai dzsungelben élő emberszabású majmok nevelnek fel, így erejét és érzékszerveit tekintve felnőtt korára szinte természetfelettinek nevezhető képességekre tesz szert.

## A Tarzan sorozat kötetei

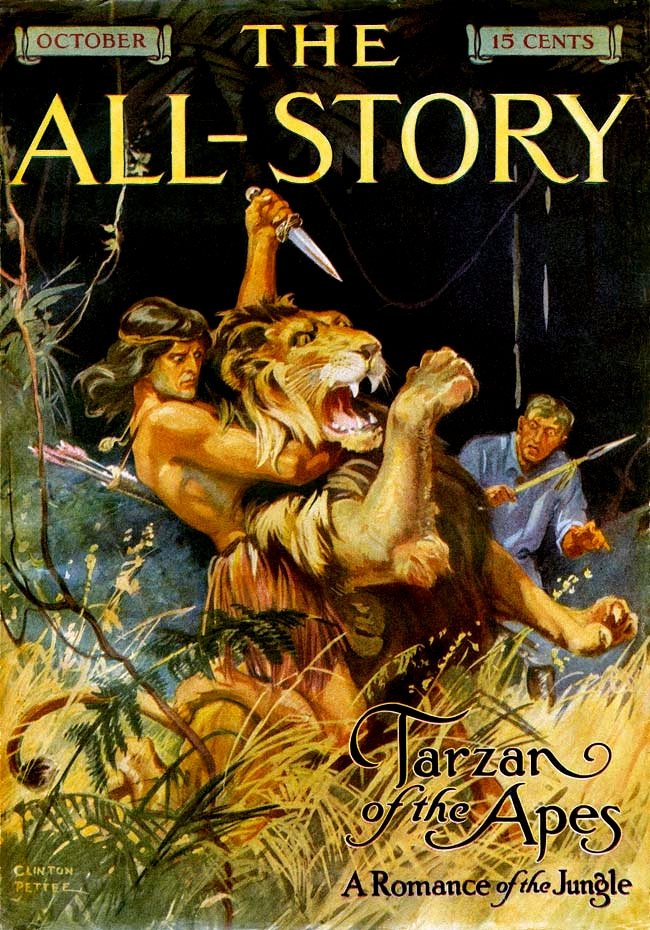
Tarzan első megjelenése (The All-Story Magazine, 1912. október)

1. Tarzan, a dzsungel fia / Tarzan, a majomember (Tarzan of the Apes, 1912)
2. Tarzan visszatérése / Tarzan visszatér (The Return of Tarzan, 1913)
3. Tarzan bestiái / Tarzan a fenevadak élén (The Beasts Of Tarzan, 1914)
4. Tarzan fia (The Son of Tarzan, 1915)
5. Tarzan és Opar kincsei / Tarzan és Opar kincse / Tarzan és a gyémántok (Tarzan And The Jewels Of Opar, 1916)
6. Tarzan az őserdőben / Tarzan dzsungeltörténetei (Jungle Tales Of Tarzan, 1919)
  - Tarzan első szerelme (Tarzan's First Love, 1916)
  - Tarzan fogságban (The Capture of Tarzan, 1916)
  - Küzdelem a baluért (The Fight for the Balu, 1916)
  - Tarzan istene (The God of Tarzan, 1916)
  - Tarzan és a fekete fiú (Tarzan and the Black Boy, 1917)
  - A varázsló bosszút áhít (The Witch-Doctor Seeks Vengeance, 1917)
  - Bukawai bukása (The End of Bukawai, 1917)
  - Az oroszlán (The Lion, 1917)
  - A lidércnyomás (The Nightmare, 1917)
  - Csata Tikáért (The Battle for Teeka, 1917)
  - Dzsungeltréfa (A Jungle Joke, 1917)
  - Tarzan megmenti a Holdat (Tarzan Rescues the Moon, 1917)
7. Tarzan, a vadember (Tarzan The Untamed, 1920)
  - Tarzan and the Huns, 1919
  - Tarzan and the Valley of Luna, 1920
8. Tarzan, a rettenetes (Tarzan, The Terrible, 1921)
9. Tarzan és az aranyszőrű oroszlán (Tarzan and the Golden Lion, 1923)
10. Tarzan és a törpék / Tarzan és a hangyaemberek (Tarzan and the Ant Men, 1924)
11. Tarzan az ismeretlen országban / Tarzan, a dzsungel ura (Tarzan, Lord of the Jungle, 1928)
12. Tarzan és az elveszett birodalom (Tarzan and the Lost Empire, 1929)
13. Tarzan a föld mélyén (Tarzan at the Earth's Core, 1930)
14. Tarzan, a legyőzhetetlen (Tarzan the Invincible, 1931)
15. Tarzan, a diadalmas (Tarzan Triumphant, 1932)
16. Tarzan az aranyvárosban / Tarzan és az aranyváros (Tarzan and the City of Gold, 1933)
17. Tarzan és a filmkaraván / Tarzan és az Oroszlánember (Tarzan and the Lion Man, 1934)
18. Tarzan és a leopárdemberek / Tarzan és a párducemberek (Tarzan and the Leopard Men, 1935)
19. Tarzan és az örök élet (Tarzan's Quest, 1936)
20. Tarzan és a tiltott város (Tarzan and the Forbidden City, 1938)
21. Tarzan, a nagyszerű / Tarzan a csodálatos (Tarzan the Magnificent, 1939)
  - Tarzan and the Magic Men 1936
  - Tarzan and the Elephant Men 1937-1938
22. Tarzan és az idegenlégió (Tarzan and the Foreign Legion, 1947)
23. Tarzan and the Tarzan Twins (1963)
  - The Tarzan Twins (1927) (Külön kötetben is megjelent)
  - Tarzan and the Tarzan Twins and Jad-Bal-Ja the Golden Lion (1936)
24. Tarzan és az őrült (Tarzan and the Madman, 1964)
25. Tarzan és a hajótöröttek (Tarzan and the Castaways, 1965)
  - Tarzan és a hajótöröttek (Tarzan and the Castaways, 1941)
  - Tarzan és a dzsungelgyilkosságok (Tarzan and the Jungle Murders, 1940)
  - Tarzan és a bajnok (Tarzan and the Champion, 1940)
26. Tarzan: A veszett túra (1996) (Regénytöredék, amelyet Joe R. Lansdale fejezett be.)

Tarzan mellékszereplőként feltűnt Edgar Rice Burroughs The Eternal Lover című regényében is.

### Más szerzők által

#### Filmadaptációk
- Maude Robinson Toombs
  - The Adventures of Tarzan (1921) – Eredetileg folytatásokban jelent meg. Könyv formában csak 2006-ban adták ki.

- Arthur B. Reeve
  - Tarzan the Mighty (1928) – Eredetileg folytatásokban jelent meg. Könyv formában csak 2005-ban adták ki.

- Ismeretlen szerző Burroghs neve alatt
  - Tarzan and the Lost Safari (1957)

- Fritz Leiber
  - Tarzan and the Valley of Gold 1966 – Tarzan és az inkák kincse című film adaptációja, de lábjegyzetes utalásokkal össze lett kapcsolva a Burrough sorozattal mint annak a 25. kötete.

- R. A. Salvatore
  - Tarzan: The Epic Adventures (1996) – A Joe Lara-féle Tv sorozat alapján.

#### Folytatások és önálló művek
- George S. Elrick

- - Tarzan: The Mark of the Red Hyena (1967)

- Philip José Farmer

- - Tarzan Alive: A Definitive Biography of Lord Greystoke (1972/2006) – Tarzan életrajza, amely több más irodalmi hőssel is rokoni kapcsolatba állítja, így egy nagyobb irodalmi univerzum részévé teszi.
  - Time's Last Gift (1972) – Nem jóváhagyott könyv. Az Opar regények előzménye.
  - The Adventure of the Peerless Peer (1974) – Tarzan és Sherlock Holmes közös kalandja. Később megjelent egy átírt változat The Adventure of the Three Madmen címmel, ebben Tarzan helyett Maugli szerepel.
  - Opar regények – hivatalosan jóváhagyott sorozat. Egy a Tarzan történetekből ismert város történetét mondja el.
    - Hadon of Ancient Opar (1974)
    - Flight to Opar (1976)

Farmer két befejezetlen epizódot is hátrahagyott, amelyeket Christopher Paul Carey kerekített egész történetté: 
- -     - The Song of Kwasin (2015)
    - Kwasin and the Bear God (2015) – kisregény, az előbbbivel egy kötetben jelent meg.

  - Élve fogd el Tarzant! (The Dark Heart of Time) (1999) – a Burroughs sorozat 7. és 8. kötete között játszódik.

- Bunduki sorozat
- J. T. Edson regénysorozata. A történet két szereplője is Tarzan rokona. A történet merít Philip José Farmer Tarzan életrajzából is. A jogi okokból sorozatnak csak az első három kötete tartalmaz utalásokat Tarzanra.
  - Bunduki (1975)
  - Bunduki and Dawn (1976)
  - Sacrifice for the Quagga God (1976)

- Endless Quest sorozat

Játékkönyv sorozat. Két kötetben szerepelt Tarzan.
- - Douglas Niles: #26 Tarzan and the Well of Slaves (1985)
  - Richard Reinsmith: #31 Tarzan and the Tower of Diamonds (1986)

- Andy Briggs

Young Adult feldolgozás, nem kapcsolódik a többi kötethez
- - Tarzan: The Greystoke Legacy (2011)
  - Tarzan: The Jungle Warrior (2012)
  - Tarzan: The Savage Lands (2013)

- Robin Maxwell
  - Jane: The Woman Who Loved Tarzan (2012) – Az első történet szabad feldolgozása Jane nézőpontjából.

- Jim Malachowski
  - Song of Opar: A Romance of Tarzan and La

- The Wild Adventures sorozat

- - Will Murray: Tarzan: Return to Pal-ul-don (2015) – A Tarzan, a rettenetes folytatása.
  - Michael A. Sanford: Tarzan on the Precipice (2016) – A Burroughs-sorozat első két része között játszódik.
  - Will Murray: King Kong vs. Tarzan (2016)
  - Thomas Zachek: Tarzan Trilogy (2016) – Három kisregény.
  - Ralph N. Laughlin és Ann E. Johnson: Tarzan: The Greystoke Legacy Under Siege (2017)
  - Thomas Zachek: Tarzan and the Revolution (2018)
  - Will Murray: Tarzan: Conqueror of Mars (2020) – A következőhöz hasonlóan crossover történet a Barsoom-sorozattal
  - Will Murray: Tarzan: Back to Mars (2023)

- Edgar Rice Burroughs Universe sorozat – Fritz Leiber regényét, és Farmer: Élve fogd el Tarzanját is kiadták a sorozat részeként

- - Win Scott Eckert: Tarzan: Battle For Pellucidar (2020) – A Tarzan a föld mélyén folytatása.
  - Jeffrey J. Mariotte: Tarzan and the Forest of Stone (2022) – A Tarzan és az Oroszlánember után játszódik. Kisregény.

- Josef Nesvadba
  - Tarzan halála (Tarzanova smrt; 1958)

- Barton Werper álnéven alkotó író az alábbi regényeket engedély nélkül publikálta, az el nem adott példányokat elpusztították:
  1. Tarzan and the Silver Globe (1964)
  2. Tarzan and the Cave City (1964)
  3. Tarzan and the Snake People (1964)
  4. Tarzan and the Abominable Snowmen (1965)
  5. Tarzan and the Winged Invaders (1965)

Több hivatalosan jóvá nem hagyott regény született Argentínában, Izraelben és néhány arab országban.

## Mozifilmek
Tarzan egyike a legtöbbet megfilmesített kitalált személyeknek. A legtöbb filmnek nem volt irodalmi előzménye, és sokszor el is tértek az eredeti regényektől, különösen a némafilm korszak után. Sok filmben Tarzannak gondot okoz a beszéd, és az erdőben él, ellentétben a regényekkel, ahol megtalálása után Angliában vagy afrikai birtokain él, és csak akkor tér vissza a dzsungelbe, ha a szükség rákényszeríti vagy a kedve úgy tartja.
A legtöbb filmet a Metro–Goldwyn–Mayer és RKO stúdiók készítették 1932 és 1970 között. Ezekben mutatkozott be Csita és Tarzan fogadott fia, Kölyök (egyes szinkronokban Fiú).
A zárójelekben a Tarzant alakító színész szerepel.

### Némafilmek
- Tarzan of the Apes (1918) (Elmo Lincoln) – a Tarzan, a majomember című regény első fele alapján.Elmo Lincoln

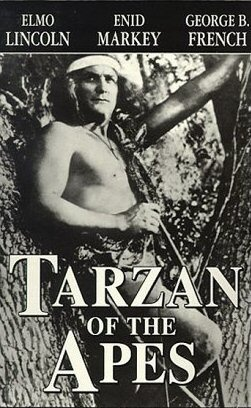
Elmo Lincoln

- The Romance of Tarzan (1918) (Elmo Lincoln) – a Tarzan, a majomember című regény második fele alapján.
- The Revenge of Tarzan (1920) (Gene Pollar) – a Tarzan Visszatér című regény első fele alapján.
- The Son of Tarzan (1920) (P. Dempsey Tabler) – a Tarzan fia című regény alapján.
- The Adventures of Tarzan (1921) (Elmo Lincoln) – a Tarzan Visszatér című regény második fele alapján.
- Tarzan and the Golden Lion (1927) (James Pierce) – a Tarzan és az aranyszőrű oroszlán című regény alapján.
- Tarzan the Mighty (1928) (Frank Merrill)
- Tarzan the Tiger (1929) (Frank Merrill) – a Tarzan és a gyémántok című regény alapján. Utólag részben szinkronizálták.

### Metro-Goldwyn-Mayer/RKO sorozat

#### Johnny Weissmüller-filmek
- Tarzan, a majomember (Tarzan, the Ape Man) (1932)
- Tarzan és asszonya (Tarzan and His Mate) (1934)
- Tarzan veszélyben (Tarzan Escapes) (1936)
- Tarzan és fia (Tarzan Finds a Son!) (1939)
- Tarzan titkos kincse (Tarzan's Secret Treasure) (1941)
- Tarzan New Yorkban (Tarzan’s New York Adventure) (1942)
- Tarzan diadala (Tarzan Triumphs) (1943) – A sorozatot az RKO folytatja.
- Tarzan és a sivatag titka (Tarzan’s Desert Mystery) (1943)
- Tarzan és az amazonok (Tarzan and the Amazons) (1945)
- Tarzan és a leopárdnő (Tarzan and the Leopard Woman) (1946)
- Tarzan és a betolakodók (Tarzan and the Huntress) (1947)
- Tarzan és a sellők (Tarzan and the Mermaids) (1948)

#### Lex Barker-filmek
- Tarzan’s Magic Fountain (1949)
- Tarzan and the Slave Girl (1950)
- Tarzan’s Peril (1951)
- Tarzan’s Savage Fury (1952)
- Tarzan és az ördögi nő (Tarzan and the She-Devil) (1953)

#### Gordon Scott-filmek
- Tarzan és a rejtélyes dzsungel (Tarzan's Hidden Jungle) (1955)
- Tarzan and the Lost Safari (1957) – Az első színes film
- Tarzan and the Trappers (1958) – fekete–fehér film. Eredetileg televízióra készült.
- Tarzan’s Fight for Life (1958) – Az utolsó Johnny Weissmüller stílusú film.
- Tarzan’s Greatest Adventure (1959) – A széria közelebb kerül a regényekhez.
- Tarzan the Magnificent (1960) – Nem az azonos című könyv alapján.

#### Más színészek
- Tarzan Goes to India (1962) (Jock Mahoney)
- Tarzan’s Three Challenges (1963) (Jock Mahoney)
- Tarzan és az inkák kincse (Tarzan and the Valley of Gold) (1966) (Mike Henry)
- Tarzan és a jaguár szelleme (Tarzan and the Great River) (1967) (Mike Henry)
- Tarzan és a dzsungel fia (Tarzan and Jungle Boy) (1968) (Mike Henry)
- Tarzan’s Jungle Rebellion (1966) (Ron Ely) – Az NBC tv-sorozat pilot epizódja, a mozik is játszották.
- Tarzan’s Deadly Silence (1970) (Ron Ely) – Az NBC tv-sorozat egy két részes epizódja, a mozik is játszották.

### Más stúdiók
- Tarzan a rettenthetetlen (Tarzan the Fearless) (1933) (Buster Crabbe) – sorozatnak készült, de egy részes változata is van.
- The New Adventures of Tarzan (1935) (Herman Brix) – sorozatnak készült, de egy részes változata is van.
- Tarzan and the Green Goddess (1938) (Herman Brix) – Az előbbi egy másik változata.
- Tarzan’s Revenge (1938) (Glenn Morris)
- Tarzan, a majomember (Tarzan, the Ape Man) (1959) (Denny Miller) – Weissmüller „Tarzan, a majomember”-ének újrafeldolgozása. Több jelenetet abból a filmből vágtak be.

### Későbbi filmek
- Tarzan, a majomember (Tarzan, the ape man) (1981) (Miles O’Keeffe)
- Greystoke – Tarzan, a majmok ura (Greystoke: Legend of Tarzan) (1984) (Christopher Lambert)
- Tarzan és az elveszett város (Tarzan and the Lost City) (1998) (Casper Van Dien)
- Tarzan kalandjai a dzsungelben (Tarzan of the Apes) (1997) – Videóra készült rajzfilm
- Tarzan (1999) – rajzfilm
- Tarzan és Jane (2002) – Videóra készült rajzfilm
- Tarzan 2. (2005) – Videóra készült rajzfilm
- Tarzan (2013)
- Tarzan legendája (The legend of Tarzan) (2016) Mozifilm

## TV filmek és sorozatok
- Tarzan and the Trappers (felvétel: 1958, sugárzás: 1966) (Gordon Scott) – háromrészes pilot epizód egy el nem készült sorozathoz. Játékfilmként újravágták.
- Tarzan (1966–1968) (Ron Ely) – az NBC tv-csatorna sorozata.
- Tarzan, Lord of the Jungle (1976–1977) – (1. szezon) rajzfilmsorozat. A cím a szerint változott, hogy milyen összeállításban szerepelt:
  - Batman/Tarzan Adventure Hour (1977–1978) – (2. szezon)
  - Tarzan and the Super 7 (1978–1980) – (3-4. első szezon)
  - The Tarzan/Lone Ranger Adventure Hour (1980–1981) – (5. első szezon) Ismétlések.
  - The Tarzan/Lone Ranger/Zorro Adventure Hour (1981–1982) – (6. szezon) Ismétlések.
- Tarzan Manhattanben (Tarzan in Manhattan) (1989) (Joe Lara) – pilot epizód. Nem lett belőle sorozat.
- Tarzán (1991–1994) (Wolf Larson)
- Tarzan (Tarzan: The Epic Adventures) (1996) (Joe Lara)
- Tarzan legendája (The Legend of Tarzan) (2001–2003) – Disney rajzfilmsorozat
- Tarzan (2003) (Travis Fimmel)

## Emlékezete
Pribojszky Mátyás Csoda Józsefvárosban című kötetében jelent meg a Tarzan Pusztacudaron című novella.